# Alkalický článek

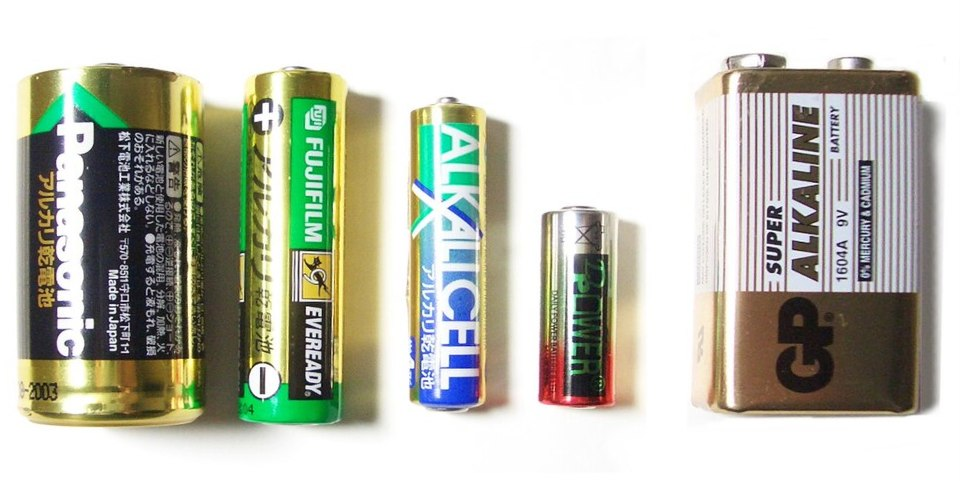
Alkalické baterie

Alkalický článek je druh primárního (nelze ho nabíjet) galvanického článku využívaný jako jednorázový zdroj elektrické energie. Je založen na chemické reakci mezi zinkem a oxidem manganičitým (Zn/MnO2) a má jmenovité napětí je 1,5 V. Ve srovnání s tradičními zinko-uhlíkovými mají alkalické články delší životnost a poskytují vyšší proud. Kvůli ceně se hodí na dlouhodobé napájení zařízení s nízkým odběrem (na rozdíl od zinko-uhlíkového a lithiového článku). Na trh byly uvedeny na konci 60. let 20. století a v roce 2011 měly na trhu EU podíl 47 %.
Baterie se skládá z ocelového válce, který je na obou koncích uzavřen destičkou z niklu. Uvnitř článku je katoda z oxidu manganičitého, která je membránou oddělena od anody
tvořené práškovým zinkem v elektrolytu (hydroxid draselný/voda). Draslík patří mezi alkalické kovy, které daly alkalické baterii název.